# Mat Maneri
Mat Maneri (nacido el 4 de octubre de 1969) es un compositor, violista y violinista estadounidense. Es hijo del saxofonista Joe Maneri  y Sonja Maneri.

## Carrera

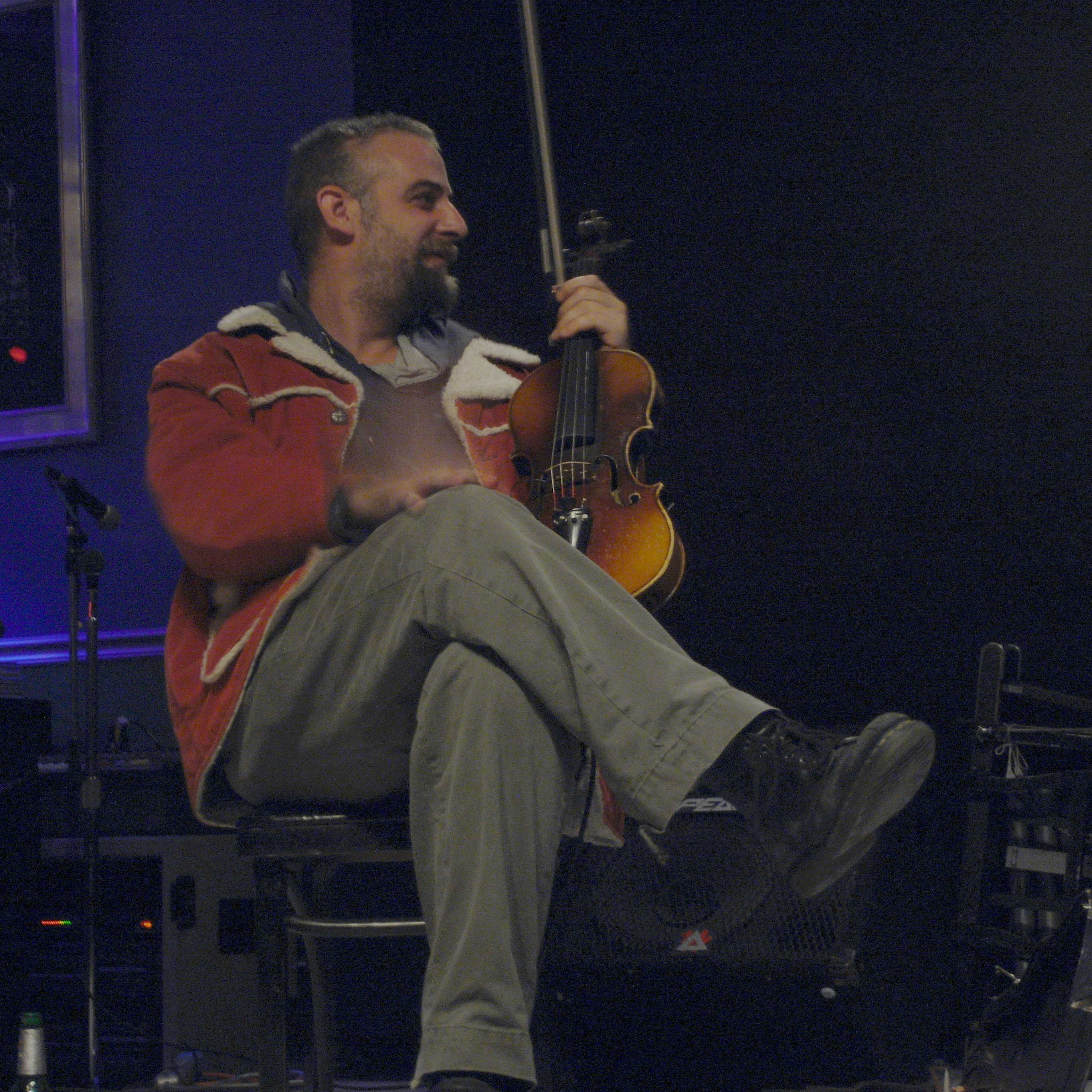
Mat Maneri en 2007

Ha grabado con Cecil Taylor, Guerino Mazzola, Matthew Shipp, Joe Morris, Gerald Cleaver, Tim Berne, Borah Bergman, Mark Dresser, William Parker, Michael Formanek, John Lockwood, así como con su propio trío, cuarteto y quinteto. También tocó en varios lanzamientos de bandas como: Club d'Elf, Decoupage, Brewed by Noon, Electric Bebop Band de Paul Motian y Buffalo Collision.
Empezó a estudiar violín a los cinco años. Recibió una beca completa como violinista principal en Walnut Hill High School y en el Conservatorio de Música de Nueva Inglaterra, antes de seguir una carrera profesional en la música jazz. 
Comenzó a publicar discos como líder en 1996 y actuó y grabó en todo el mundo. Ha trabajado con Ed Schuller, John Medeski, Roy Campbell, Paul Motian, Robin Williamson, Drew Gress, Tony Malaby, Ben Monder, Barre Phillips, Joëlle Léandre, Marilyn Crispell, Craig Taborn, Ethan Iverson, David King y muchos otros. Maneri también enseñó de forma privada y en la New School.

## Discografía

### Como líder
- In Time con Pandelis Karayorgis (Leo, 1994)
- Three Men Walking (ECM, 1995) con Joe Maneri y Joe Morris
- Out Right Now (hatOLOGY, 1995 [2001]) con Joe Maneri y Joe Morris
- Acceptance (hatOLOGY, 1998)
- Lift &amp; Poise (Leo, 1998) con Pandelis Karayorgis
- Blessed (ECM, 1997) con Mat Maneri
- Fifty-One Sorrows (Leo, 1999)
- So What (Hathut, 1999)
- Blue Decco (Thirsty Ear, 2000)
- Fever Bed (Leo, 2000)
- Light Trigger (No More, 2000)
- Tales of Rohnlief (ECM, 2000)
- Trinity  (ECM, 2001)
- Disambiguation (Leo, 2002)
- For Consequence (Leo, 2003)
- Jam (Hopscotch, 2003)
- Angles of Repose (ECM, 2004)
- Chamber Trio (Leo, 2005)
- Pentagon (Thirsty Ear, 2005)
- The Iron Stone (ECM, 2006)
- Duos (Harmonia Mundi, 2011)
- Metamorphosis (Leo, 2011)
- A Violent Dose of Anything (Leo, 2013)
- Transylvanian Concert (ECM, 2013)
- Two Men Walking (Leo, 2014)
- Breaking Point (Leo, 2016)
- The Art of the Improv Trio, Vol. 2 (Leo, 2016)
- The Bell (ECM, 2016)
- Villa Lobos Suite (Leo, 2016)
- Sounding Tears con Evan Parker & Lucian Ban (Clean Feed, 2017)
- Vessel in Orbit (AUM Fidelity, 2017)[3]

### Como acompañante
Con Borah Bergman
- The River of Sounds (Boxholder, 2000)

Con Steve Dalachinsky
- Incomplete Directions (Knitting Factory, 1998)

Con Kris Davis
- Capricorn Climber (Clean Feed, 2013)

Con Heinz Geisser y Guerino Mazzola
- Heliopolis (Cadence, 1999)
- Chronotomy (Blacksaint, 2004)

Con Whit Dickey
- Life Cycle (AUM Fidelity, 2001)
- Vessel in Orbit (AUM Fidelity, 2017)

Con Ellery Eskelin
- Vanishing Point (hat HUT, 2000)

Con Guillermo Gregorio
- Approximately (hat HUT, 1995)
- Red Cube(d) (hat HUT, 1996)

Con Masashi Harada
- Obliteration at the End of Multiplication (Leo, 1998)

Con Pandelis Karayorgis
- The Other Name (Motive, 1992)

Con Russ Lossing
- Metal Rat (Clean Feed, 2000)

Con Joe Maneri
- Kalavinka (Cochlea, 1989)
- Get Ready to Receive Yourself (Leo, 1993)
- Tenderly (hatOLOGY, 1993 [1999])
- Dahabenzapple (hat ART, 1993 [1996])
- Coming Down the Mountain (hatOLOGY, 1993 [1997])
- Let the Horse Go (Leo, 1995)
- Three Men Walking con Joe Morris (ECM, 1995)
- Out Right Now con Joe Morris (hatOLOGY, 1996)
- In Full Cry (ECM, 1996)
- Blessed (ECM, 1997)
- The Trio Concerts (Leo, 1997)
- Tales of Rohnlief (ECM, 1998)
- Going to Church (AUM Fidelity, 2002)

Con Joe Morris
- You Be Me (Soul Note, 1997)
- A Cloud of Black Birds (AUM Fidelity, 1998)
- Underthru (OmniTone, 1999)
- Soul Search (AUM Fidelity, 1999)
- At the Old Office (Knitting Factory, 2000)
- Balance (Clean Feed, 2014)

Con Ivo Perelman
- A Violent Dose of Anything (Leo, 2013)
- Counterpoint (Leo, 2015)
- Breaking Point (Leo, 2016)

Con Matthew Shipp
- Critical Mass (2.13.61, 1995)
- The Flow of X (2.13.61, 1997)
- By the Law of Music (hat HUT, 1997)
- Gravitational Systems (hatOLOGY, 2000)
- Expansion, Power, Release (hatOLOGY, 2001)
- The Gospel According to Matthew &amp; Michael (Relative Pitch, 2015)

Con Spring Heel Jack
- Masses (Thirsty Ear, 2001)

Con Stone Quartet (Joëlle Léandre, Roy Campbell, Marilyn Crispell, Maneri)
- DMG @ The Stone Volume 1: December 22, 2006 (DMG/ARC, 2008)
- Live at Vision Festival (Ayler, 2011)

Con Craig Taborn
- Junk Magic (Thirsty Ear Recordings, 2004)
- Compass Confusion (Pyroclastic, 2020) con Junk Magic

Con Cecil Taylor
- Algonquin (Bridge, 1999)

Con David S. Ware
- Threads (Thirsty Ear, 2003)

Con Keith Yaun
- Countersink (Leo, 1998)
- Amen: Improvisations on Messiaen (Boxholder, 1999)

Con Ches Smith
- The Bell (ECM, 2016)

Con Lucian Ban
- Enesco Re-imagined (Sunnyside, 2010)
- Elevation (Sunnyside, 2016)